# Helmut Pfeiffer (Romanist)
Helmut Pfeiffer (* 14. November 1952 in Neustadt an der Aisch) ist ein deutscher Romanist.

## Leben
Nach dem Studium in Konstanz, Genf, Edinburgh und Tübingen und der Promotion an der Universität Konstanz 1981 war er von 1981 bis 1992 wissenschaftlicher Angestellter und wissenschaftlicher Assistent in Konstanz. Nach der Habilitation 1991 in Konstanz war er zwischen 1993 und 2019 Professor (C4) für romanische Literaturen und allgemeine Literaturwissenschaft an der Humboldt-Universität zu Berlin.
Seine Forschungsschwerpunkte liegen in der Literaturtheorie (Literarische Anthropologie, Konzepte und Funktionen der Fiktion, Trauma und Literatur, Wissen-Diskurs-Imaginäres), Literatur der Renaissance (Formen des Essay: Transformationen des Wissens, Modellierung des Selbst, Historische Anthropologie, Gnomik und Moralistik, Funktionen der Bukolik), Theorie der Aufklärung (Religion und Säkularisierung: Natürliche und bürgerliche Religion, Konstruktionen der Politik und das politische Imaginäre, Aufklärung und Gegenaufklärung, Poetik und Ästhetik der Aufklärung: die Literatur und die Künste: Individualitätskonzepte und Individualisierungsprozesse), Literatur des 19. Jahrhunderts (Episteme: Genese der Humanwissenschaften, Wissen und Roman zwischen Realismus und Moderne, Fin de siècle: Diskurse der Dekadenz, Transformationen des Mythos, Interaktion der Künste) und der Moderne (Theorie und Konzepte der Avantgarde, Modelle und Medien der Transgression, Autobiographie-autoportrait-autofiction, Formprobleme und Funktionswandel der Lyrik, Einfache Formen, littérature mineure, Experimente des Erzählens).

## Schriften (Auswahl)
- Roman und historischer Kontext. Strukturen und Funktionen des französischen Romans um 1857. München 1984, ISBN 3-7705-2106-4.
- Montaignes Revisionen. Wissen und Form der Essais. Paderborn 2018, ISBN 3-7705-6354-9.
- Das zerbrechliche Band der Gesellschaft. Diagnosen der Moderne zwischen Honoré de Balzac und Henry James. Paderborn 2021, ISBN 3-7705-6469-3.